# 川口市
川口市（日语：／ Kawaguchi shi */?）是位於日本埼玉縣東南部的都市，為中核市之一，地處荒川北岸。當地人口約有59萬人，為埼玉縣第二大都市，往東京都內的通勤率則達32.2%（不計舊鳩谷市，平成22年國勢調査）。川口市與東京都隔荒川相望，許多在東京工作或上學的「埼玉都民」皆居住於此。當地與大田區一樣離東京站15公里內（蒲田站14.4公里、川口站15.8公里）。

## 概要

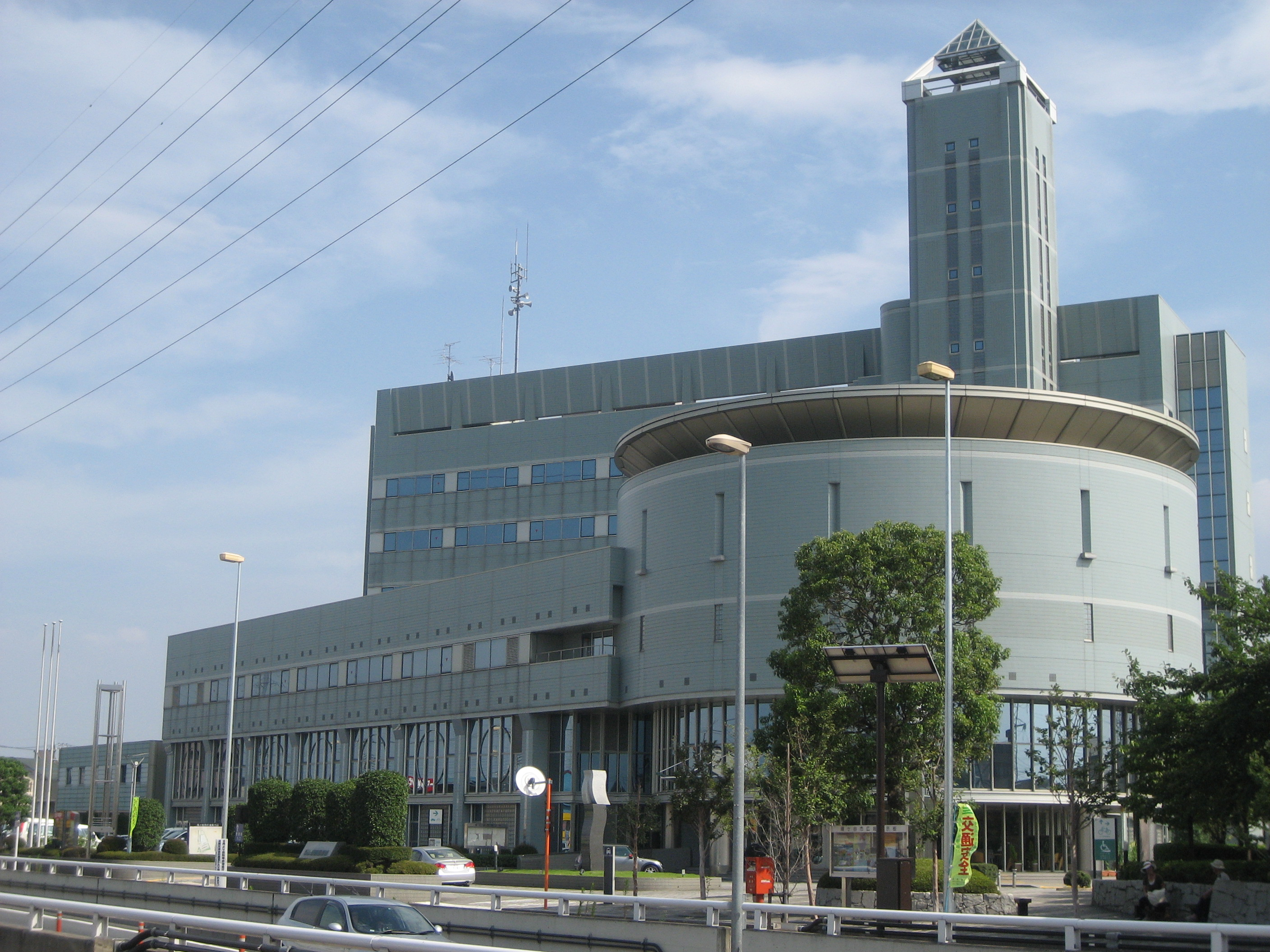
川口市役所鳩谷廳舍

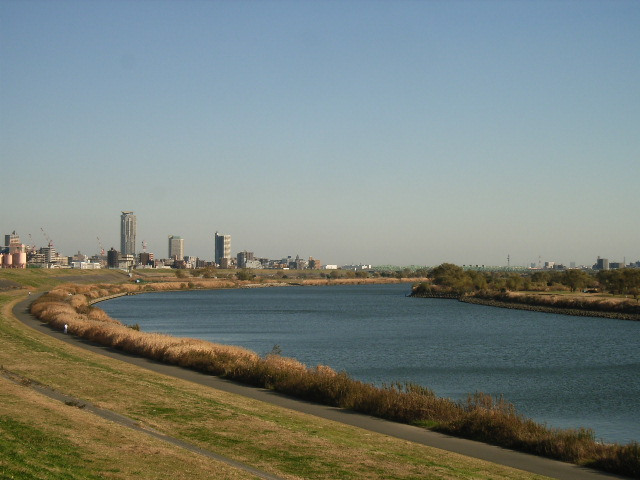
荒川遠眺元鄉地區

川口地區形成於江戶時代，當時以日光御成街道的宿場川口宿為中心發展而成。近代以來當地以鑄物產業聞名，並發展成為工業都市。但近年來隨著東京都會圈不斷擴大，鑄物製造工業已急遽衰落，很多工廠變為高級公寓，城市風貌因此大變。川口市地理中央地帶的鳩谷地域（原鸠谷市）是發展自江戶時代的舊鳩谷宿，與川口市區中心的舊川口宿淵源不同，鳩谷站東邊出口的鳩谷本町附近還保留著歷史建築與街貌。

## 地理
川口市位於埼玉縣「中央地域」的縣東南部JR京濱東北線、高崎線沿線區域（舊北足立郡）南端，北鄰埼玉市、西接蕨市與戶田市、東連越谷市與草加市、東南臨東京都足立區、西南與東京都北區以荒川為界。
東部地區（戶塚、神根、安行、新鄉、鳩谷等）屬於南北向的大宮台地鳩谷支台，其他多為低地。低地部分多為住宅區，台地部分則多為近郊型農地。芝川貫穿市域中央。
- 一級河川 - 荒川、芝川（日语：芝川 (埼玉県)）（含新芝川）、綾瀨川（日语：綾瀬川）、藤右衛門川（日语：藤右衛門川）、綠川、豎川（日语：竪川 (埼玉県)）、菖蒲川（日语：菖蒲川 (埼玉県)）、毛長川（日语：毛長川）
- 水路 - 見沼代用水（日语：見沼代用水）

### 鄰接自治體、行政區
- 埼玉縣
  - 埼玉市（南區、綠區、岩槻區）、越谷市、草加市、戶田市、蕨市
- 東京都
  - 足立區、北區

## 歷史

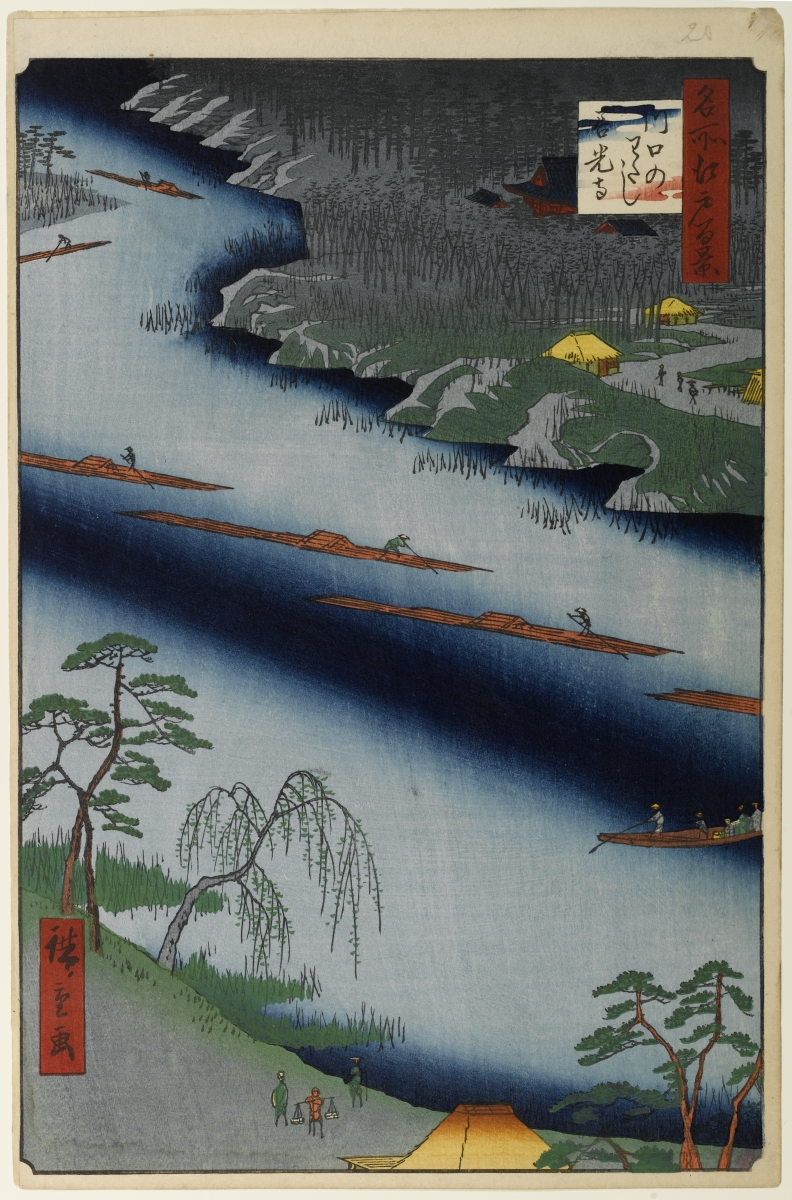
『川口之渡善光寺』（歌川廣重 名所江戶百景）

- 1910年（明治43年）9月10日  - 川口町站（現在的川口站）開業。
- 1924年（大正13年）10月 - 岩淵水門（日语：岩淵水門）（舊）完成，荒川放水路開始注水。
- 1932年（昭和7年）9月1日 - 東北本線電車線（現在的京濱東北線）赤羽 - 大宮站間開通。
- 1933年（昭和8年）4月1日 - 北足立郡川口町（日语：川口町 (埼玉県)）、青木村（日语：青木村 (埼玉県)）、橫曾根村（日语：横曽根村）和南平柳村（日语：南平柳村）合併成立川口市（熊谷市同日施行市制，埼玉縣內僅次於川越市。）。
- 1936年（昭和11年）12月31日 - 武州鐵道（日语：武州鉄道）行衛站、神根站開業。
- 1938年（昭和13年）9月3日 - 武州鐵道廢止。
- 1940年（昭和15年）4月1日 - 鳩谷町、新郷村（日语：新郷村 (埼玉県北足立郡)）、神根村（日语：神根村 (埼玉県)）、芝村（日语：芝村 (埼玉県)）併入川口市。
- 1950年（昭和25年）11月1日 - 舊鳩谷町公投脫離川口市，成立鳩谷町。因此舊新鄉村域成為飛地。
- 1954年（昭和29年）6月 - 戶田町、美笹村、蕨町與川口市成立戶田競艇組合（日语：戸田競艇組合）。
- 1954年9月1日 - 西川口站開業。
- 1956年（昭和31年）4月1日 - 安行村（日语：安行村）併入川口市（因此解除舊新鄉村域的飛地狀態）。川口市近鄰的戶塚村（日语：戸塚村）、大門村（日语：大門村 (埼玉県)）、野田村（日语：野田村 (埼玉県)）合併成立美園村（日语：美園村）。
- 1962年（昭和37年）5月1日 - 美園村舊戶塚村全域與舊大門村部分區域（差間與行衛）併入川口市（舊美園村剩餘部分併入舊浦和市）。
- 1965年（昭和40年） - 芝川（日语：芝川 (埼玉県)）放水路（新芝川）完成。
- 1973年（昭和48年）4月1日 - 武藏野線開通。東川口站開業。
- 2001年（平成13年）3月28日 - 埼玉高速鐵道開通。川口元鄉站、新井宿站、戶塚安行站、東川口站開業。
- 2001年4月1日 - 升格為特例市。
- 2001年 - 指定為彩之國中核都市。
- 2011年（平成23年）10月11日 - 與鳩谷市合併。
- 2018年（平成30年）4月1日 - 升格為中核市[1]。

### 平成大合併
2002年（平成14年），本市與相鄰的鳩谷市（當時）、蕨市成 立任意協議會，隔年成立法定協議會推動合併。但2004年（平成16年），合併協議會決議新市名為「武南市」，非之前民調第一的「川口市」，川口市因此宣 布退出協議會，合併協議會解散。鳩谷市在合併協議會解散後進行「合併民調」，「與川口市合併」或過半數支持，併入川口市的支持度也達三成。2009年（平 成21年）鳩谷市與川口市成立任意合併協議會。2010年（平成22年）9月28日，任意合併協議會改組為「川口市、鳩谷市合併協議會」，決定鳩谷市於 2011年（平成23年）10月11日併入川口市。2011年1月28日，兩市簽署合併協定書，3月9日川口市議會通過合併相關議案。

#### 過程
- 2003年（平成15年）12月24日 - 成立「川口市、蕨市、鳩谷市法定合併協議會」。
- 2004年（平成16年）9月30日 - 決定為新市名「武南市」，川口市退出合併協議會。
- 2009年（平成21年）12月24日 - 成立「川口市、鳩谷市任意合併協議會」。
- 2010年（平成22年）9月28日 - 「川口市、鳩谷市任意合併協議會」改組為法定合併協議會「川口市、鳩谷市合併協議會」。
- 2011年（平成23年）1月28日 - 川口市、鳩谷市簽署合併協定書。
- 2011年3月9日 - 川口市議會通過合併相關議案。
- 2011年3月25日 - 川口市、鳩谷市長及市議會議長向埼玉縣提出合併申請。
- 2011年7月8日 - 埼玉縣議會通過合併相關議案。
- 2011年7月11日 - 埼玉縣知事許可。
- 2011年8月12日 - 總務大臣公布。
- 2011年10月11日 - 鳩谷市併入川口市。
- 2011年11月6日 - 舊鳩谷市域舉行川口市議會議員增員選舉。

## 人口
在1995年被舊浦和市（現埼玉市）超越以前，舊川口市是埼玉縣內人口最多的自治體。2013年6月時的外國人數達2萬2287人，為埼玉縣第一。
| 川口市人口分布圖 |                                               |  |
| 川口市與日本全國年齡別人口分布比較圖 （2005年資料） | 川口市的年齡、男女別人口分布圖 （2005年資料） |  |
| ■紫色是川口市 ■綠色是全国 | ■藍色是男性 ■紅色是女性                       |  |
| 川口市人口變化 \| 1970年 \| 357,263人 \| \| \| 1975年 \| 402,231人 \| \| \| 1980年 \| 435,310人 \| \| \| 1985年 \| 458,439人 \| \| \| 1990年 \| 495,120人 \| \| \| 1995年 \| 504,618人 \| \| \| 2000年 \| 514,545人 \| \| \| 2005年 \| 538,434人 \| \| \| 2010年 \| 561,211人 \| \| \| 2015年 \| 578,245人 \| \| \| 2020年 \| 594,274人 \| \| |                                               |  |
| 資料來源：日本總務省統計中心提供之人口普查數據 |                                               |  |
| 1970年 | 357,263人                                     |  |
| 1975年 | 402,231人                                     |  |
| 1980年 | 435,310人                                     |  |
| 1985年 | 458,439人                                     |  |
| 1990年 | 495,120人                                     |  |
| 1995年 | 504,618人                                     |  |
| 2000年 | 514,545人                                     |  |
| 2005年 | 538,434人                                     |  |
| 2010年 | 561,211人                                     |  |
| 2015年 | 578,245人                                     |  |
| 2020年 | 594,274人                                     |  |

## 行政
- 市長：奧之木信夫（日语：奥ノ木信夫）（おくのき のぶお）（2014年2月9日就任，第一任）
- 副市長：水野敦志（みずの　あつし）（2014年7月－）
- 副市長：高田　勝（たかだ　まさる）（2015年4月－）

### 法院
- 川口簡易裁判所（日语：川口簡易裁判所）

### 國家機關
| - 埼玉地方檢察廳川口區檢察廳 - 埼玉地方法務局川口出張所 - 川口稅務署 - 西川口稅務署 | - 川口勞動基準監督署 - 川口公共職業安定所 - 農林水產省關東農政局土地改良技術事務所 - 國土交通省荒川下流工事事務所新芝川排水機場 - 日本年金機構川口年金相談中心 |

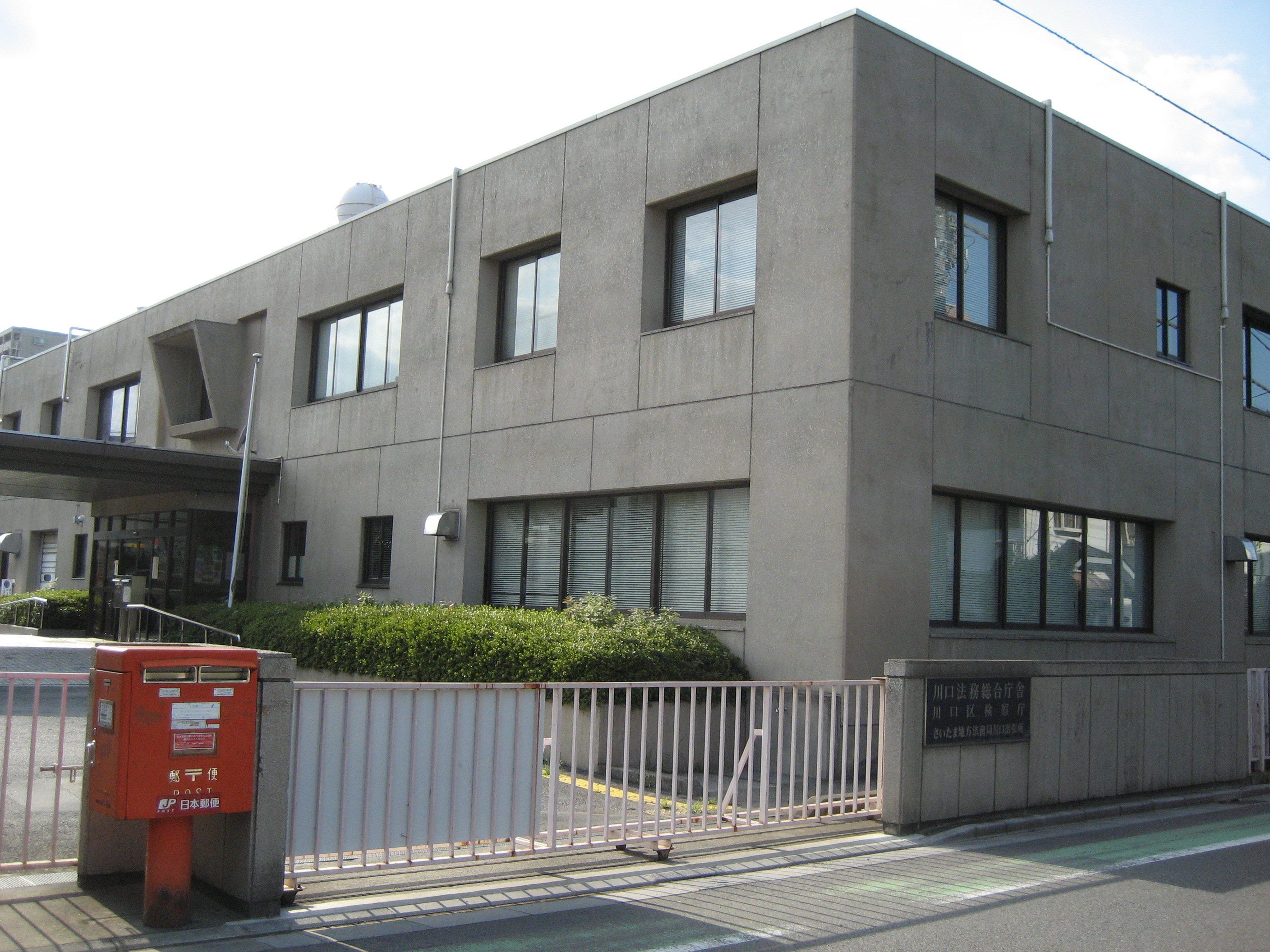
川口區檢察廳、埼玉地方法務局川口出張所
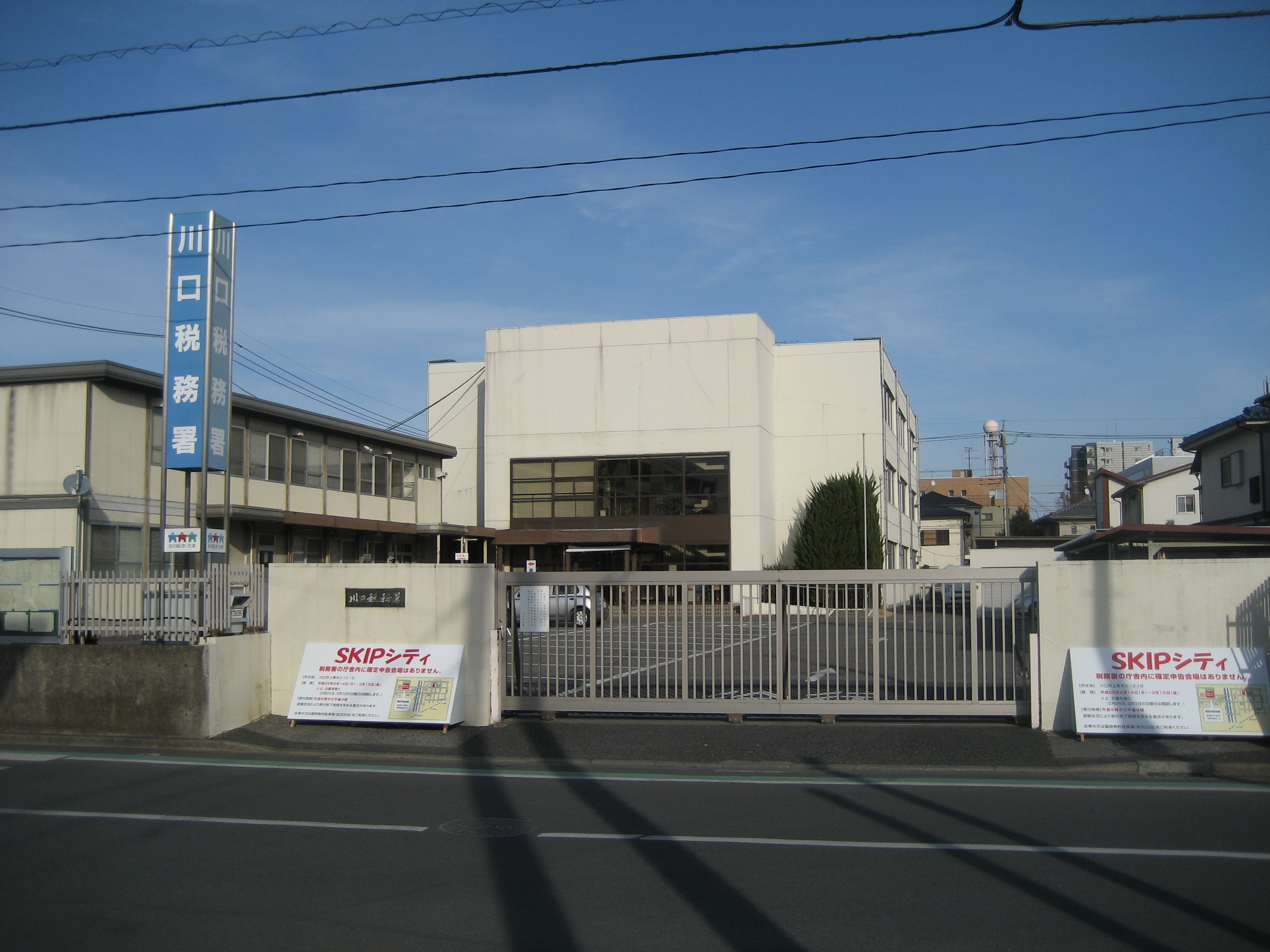
川口稅務署

### 埼玉縣機關
| - 川口縣稅事務所（川口地方廳舍內） - 南部地域振興中心（川口地方廳舍內） - 埼玉縣消費生活支援中心 - 南兒童相談所 - 川口保健所 - 食肉衛生檢査中心川口分室 | - 埼玉縣土整備事務所柳根排水機場 - 三領排水機場 - 領家水門管理所 - 埼玉縣若者自立支援中心埼玉 - 花與綠振興中心 - SKIP CITY A1埼玉縣產業技術綜合中心 - SKIP CITY A2彩之國視覺廣場（SKIPシティA2彩の国ビジュアルプラザ） |

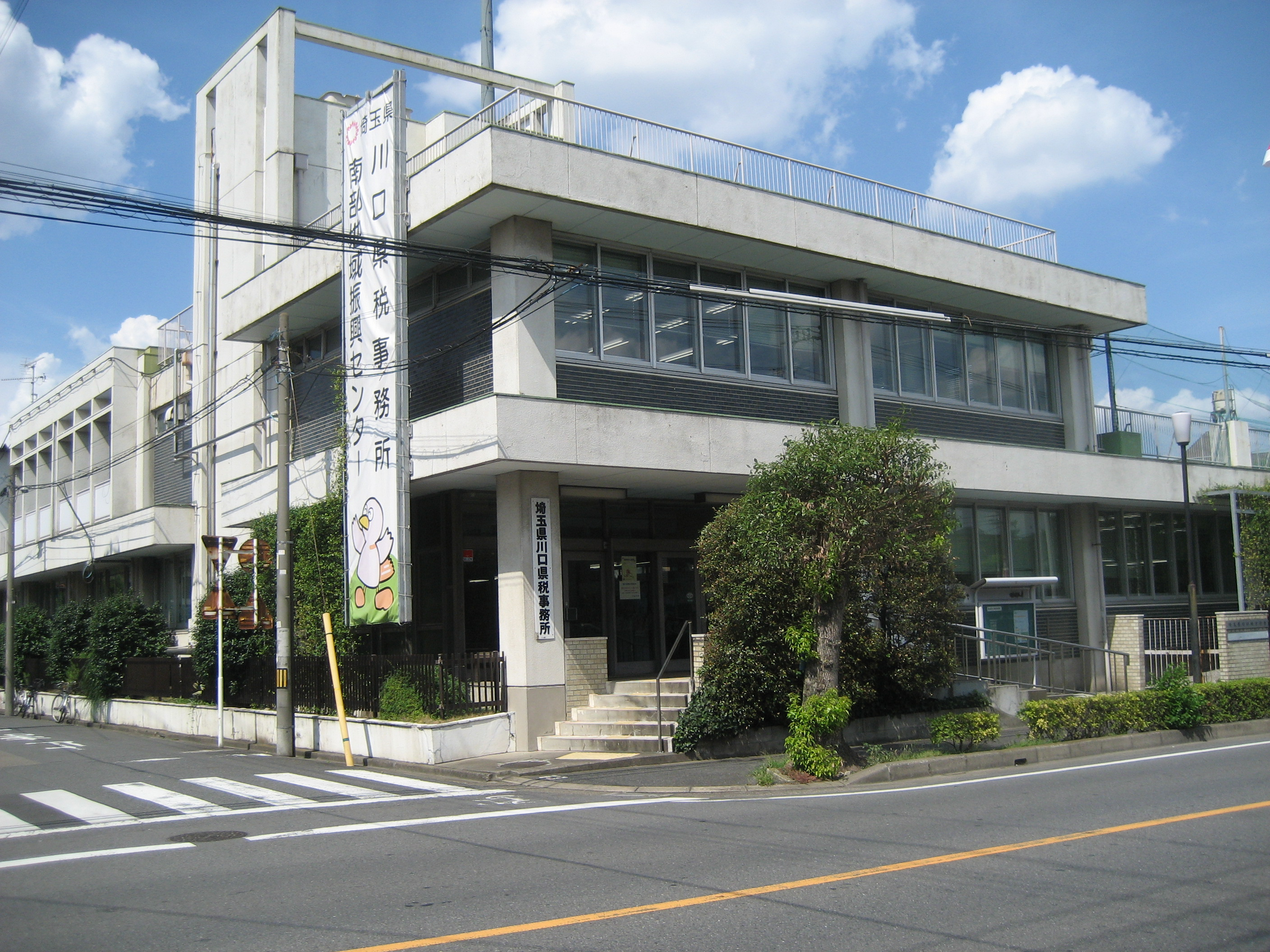
川口地方廳舍
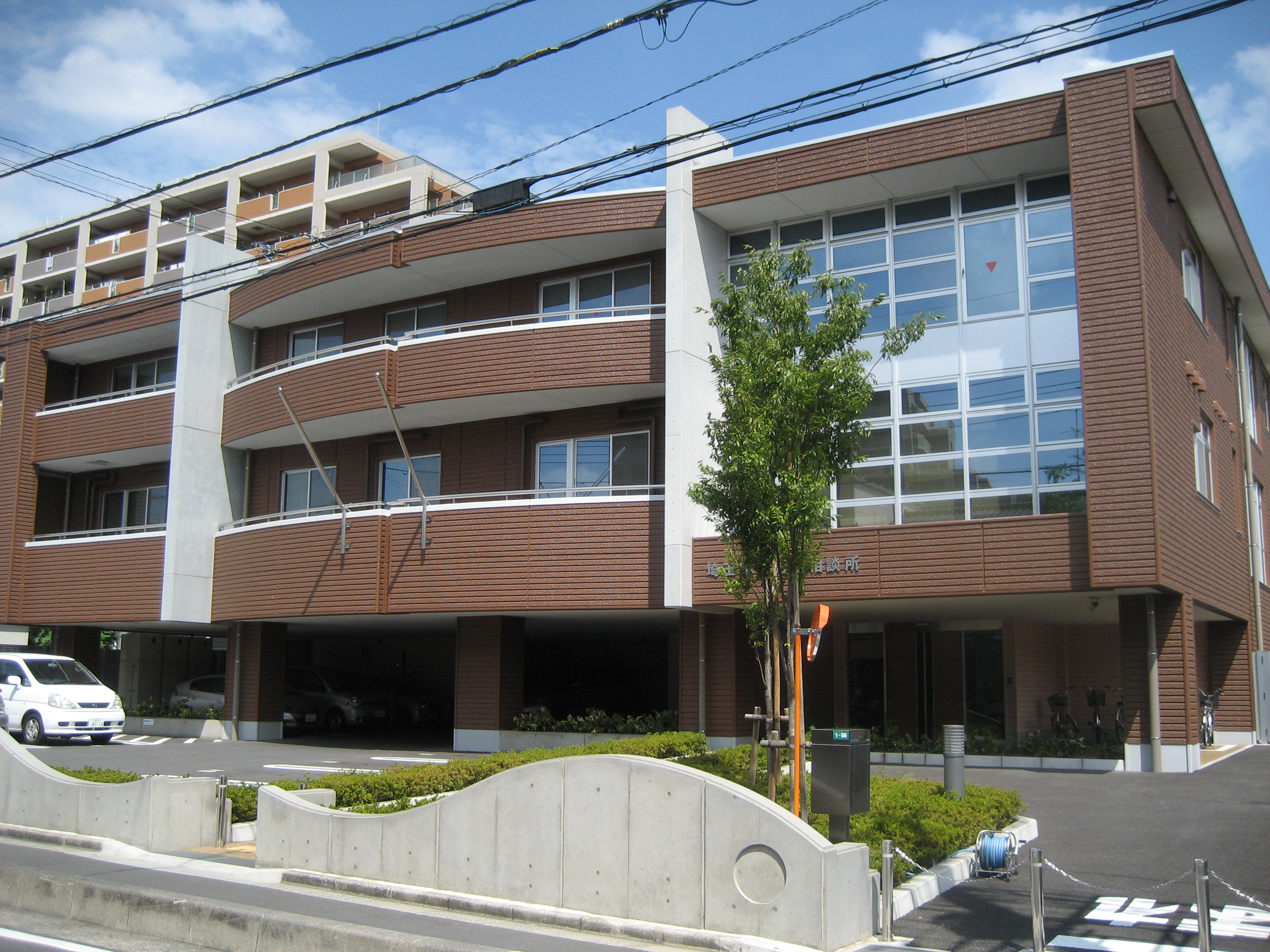
南兒童相談所
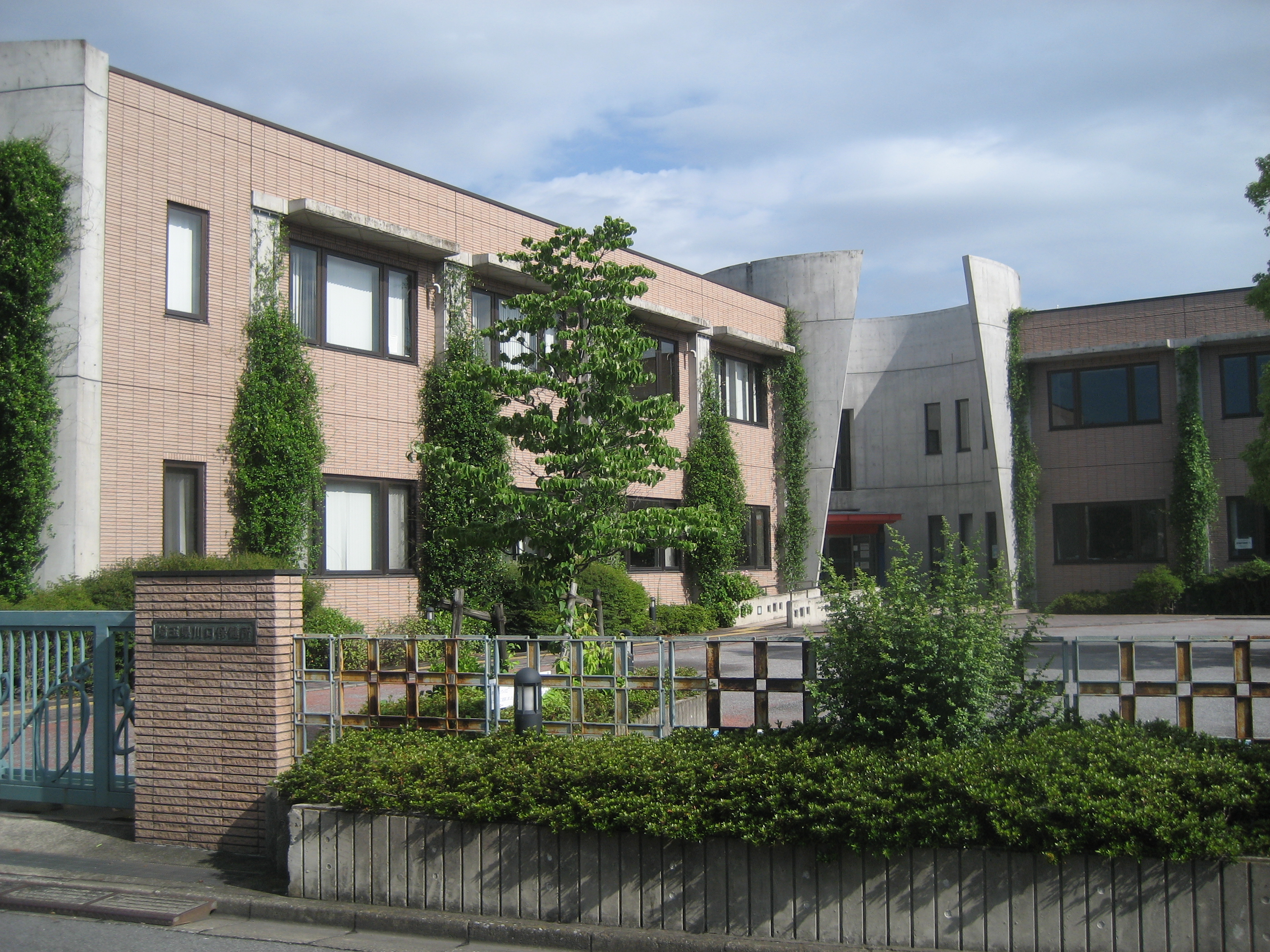
川口保健所
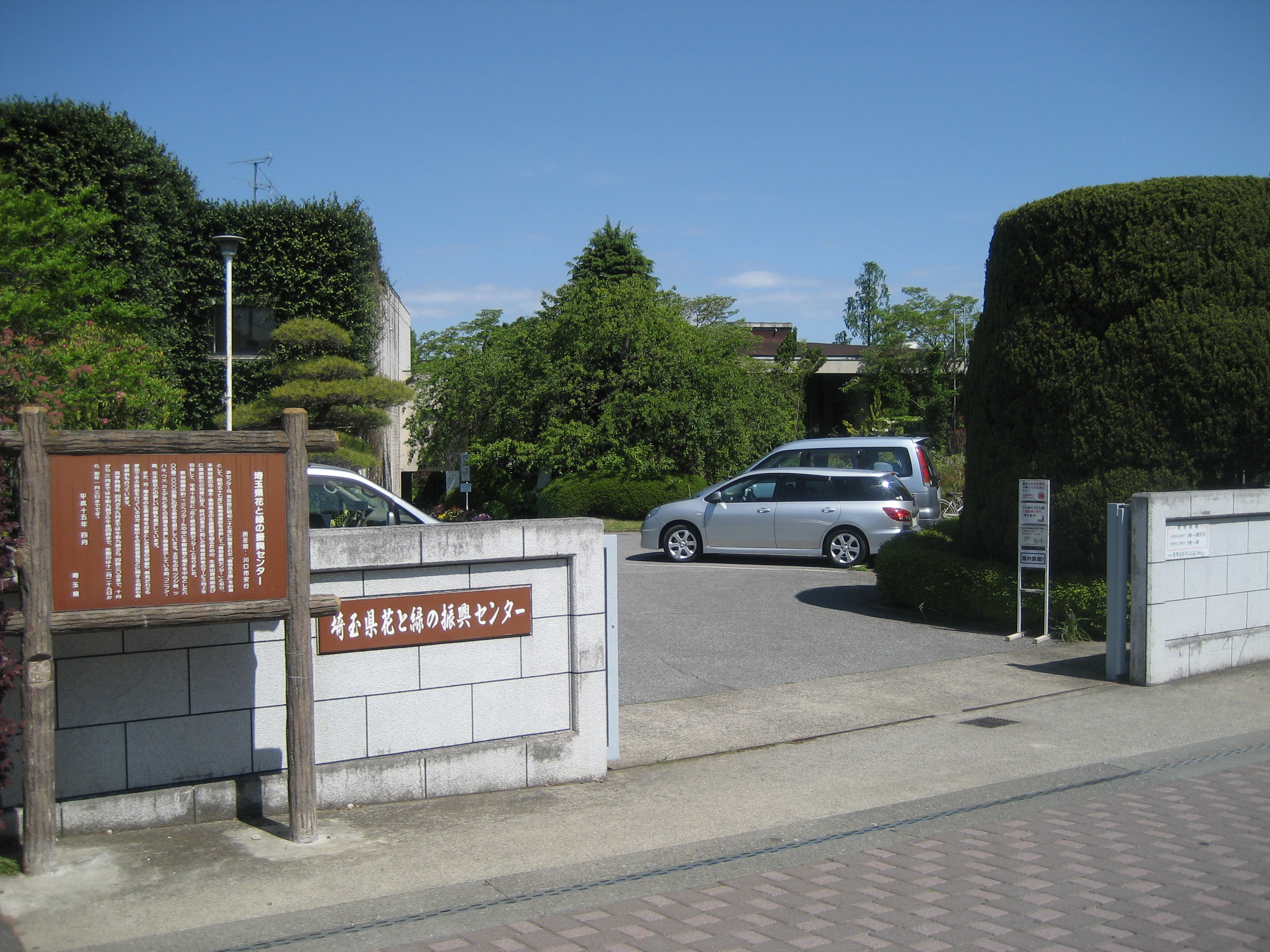
花與綠振興中心

### 川口市機關
- 川口市役所鳩谷廳舍（舊鳩谷市役所）
- 川口市水道局
- 川口市役所戶塚支所
- 川口市役所安行支所
- 川口市役所芝支所
- 川口市役所新鄉支所
- 川口市役所神根支所
- 川口市役所川口站前行政中心
- 川口市役所川口站前市民會館Friendia（フレンディア）
- 植物中心（日语：川口市立グリーンセンター）
- 川口市分析中心
- 母子福祉中心
- 青少年會館
- 川口市役所厚生會館
- 川口市役所Media Seven（日语：川口市メディアセブン）
- 川口市役所川口（かわぐち）市民Partner Station
- 川口市役所教育研究所教育相談室
- 川口市役所蕨站前芝連絡室
- 川口市役所西川口站連絡室
- SKIP CITY A1川口市立科學館·科學世界（サイエンスワールド）
- SKIP CITY A1埼玉縣生活科學中心·彩之國生活廣場（彩の国くらしプラザ）
- 川口市護照中心
- 保健中心
- SunR朝日（サンアール朝日）
- 中央接觸館
- 川口市立戶塚兒童中心USPAL（あすぱる）
- 鳩谷衛生中心（日语：鳩ヶ谷衛生センター）

- 南平兒童（子ども）家庭相談室
- 戶塚體育館
- 兒童（子ども）家庭相談室
- 川口市立芝兒童中心
- 川口市立南平兒童中心
- 青木町公園總合運動場（日语：青木町公園総合運動場）
- 新鄉學校給食中心
- 神根學校給食中心
- 南平學校給食中心
- 芝運動中心
- 安行運動中心
- 西運動中心
- 新鄉運動中心
- 東運動中心
- 北運動中心
- 新鄉老人介護支援中心
- 老人福祉中心南平踏鞴（たたら）莊
- 老人福祉中心新鄉踏鞴莊
- 老人福祉中心本町踏鞴莊
- 老人福祉中心前川踏鞴莊
- 老人福祉中心芝踏鞴莊
- 老人福祉中心仲町踏鞴莊
- 老人日托中心南平蓮華莊（老人デイサービスセンター南平れんげ荘）
- 老人日托中心新鄉蓮華莊
- 川口高齡者總合福祉中心Santepia（サンテピア）
- 白百合之家（しらゆりの家）

### 廣域行政
- 戶田競艇組合（日语：戸田競艇組合）：與戶田市、蕨市一同處理競艇比賽相關事務。

## 立法

### 市議會
- 席次：45名
- 任期：2015年（平成27年）5月2日～2019年（平成27年）5月1日
- 議長：稻川和成（いながわ かずなり）（自由民主黨川口市議會議員團，第三任）
- 副議長：石橋俊伸（いしばし としのぶ）（公明黨，第三任）

| 黨派                       | 席次 |
| -------------------------- | ---- |
| 自由民主黨川口市議會議員團 | 16   |
| 公明黨                     | 10   |
| 日本共產黨川口市議會議員團 | 6    |
| 川口新風會                 | 4    |
| 維新黨                     | 1    |
| 無所屬                     | 2    |
| 計                         | 45   |

### 埼玉縣議會（南第2區）
- 席次：7名
- 任期：2015年（平成27年）4月30日～2019年（平成31年）4月29日

| 姓名                          | 黨派                       | 備註 |
| ----------------------------- | -------------------------- | ---- |
| 村岡正嗣（むらおか まさつぐ） | 日本共產黨埼玉縣議會議員團 |      |
| 立石泰廣（たていし やすひろ） | 埼玉縣議會自由民主黨議員團 |      |
| 菅克己（すが かつみ）         | 民主黨·無所屬之會          |      |
| 萩原一壽（はぎわら かずひさ） | 埼玉縣議會公明黨議員團     |      |
| 鹽野正行（しおの まさゆき）   | 埼玉縣議會公明黨議員團     |      |
| 板橋智之（いたばし ともゆき） | 埼玉縣議會自由民主黨議員團 |      |
| 永瀨秀樹（ながせ ひでき）     | 埼玉縣議會自由民主黨議員團 |      |

### 眾議院
- 選舉區：埼玉縣第2區
- 任期：2014年（平成26年）12月14日 － 2018年（平成30年）12月13日

| 姓名     | 黨派       | 當選次數 | 備註   |
| -------- | ---------- | -------- | ------ |
| 新藤義孝 | 自由民主黨 | 6        | 選舉區 |

## 經濟

### 工業
川口市與東京都大田區、東大阪市同為著名的工業都市，其中最有名的產業是鑄物工業。
江戶時代作為農閒期副業的鑄物工業，受惠於荒川砂石、粘土與江戶船運而蓬勃發展。除了鍋、釜等日用品，也製造幕府及諸藩的大砲與砲彈。幕末動亂期，在勝海舟指示下，川口開始生產大砲。明治維新後，在永瀨庄吉等人的技術改良與日清、日露戰爭、第一次世界大戰的帶動下，（舊）川口町（現川口站東南側一帶）發展為縣內最大的工業都市。之後雖受到昭和恐慌影響，但在第二次世界大戰後迅速轉為供應民需，成為全國重要的鑄物之街。1964年東京奧運聖火台便是來自川口。
1960年代以後，由於緊臨東京，本市急速都市化，1965年以後開始遷走市區工廠。至1971年為止，川口站附近的鑄物工廠大多已移往新鄉地區等地的郊外工業區。
1970年代以後，鑄物工廠用地陸續改建為高層公寓。
- 本社位於市內的工業系企業
  - SAIBO（日语：サイボー）
  - 恩普樂斯（日语：エンプラス）（enplas）
  - 川口化學工業（日语：川口化学工業）（登記地址為東京都千代田區）
  - 川口技研（日语：川口技研）
  - 川口金屬工業 （页面存档备份，存于）
  - Marushin工業（日语：マルシン工業）

### 農業
市東部、安行地區有盆栽產業。低地多已發展為住宅區。

### 商業
川 口市介於東京都與縣廳埼玉市之間，市區與鄰近的戶田、蕨、越谷、草加各市連成一氣。除了川口站與蕨站、東川口站等站前商業區，主要道路沿線也可見路邊型商 店。川口市內的商圈可分為中央地區、青木地區、橫曾根地區等川口站為中心的區域，戶塚地區等東川口站為中心的區域，安行地區與新鄉地區等鄰接草加的區域， 舊鳩谷市時代便獨立發展的鳩谷地區。
- 本社位於市內的商業系企業
  - 青木信用金庫（日语：青木信用金庫）
  - 川口信用金庫（日语：川口信用金庫）
  - ASJ（日语：ASJ (企業)）
  - SAIBO（日语：サイボー）

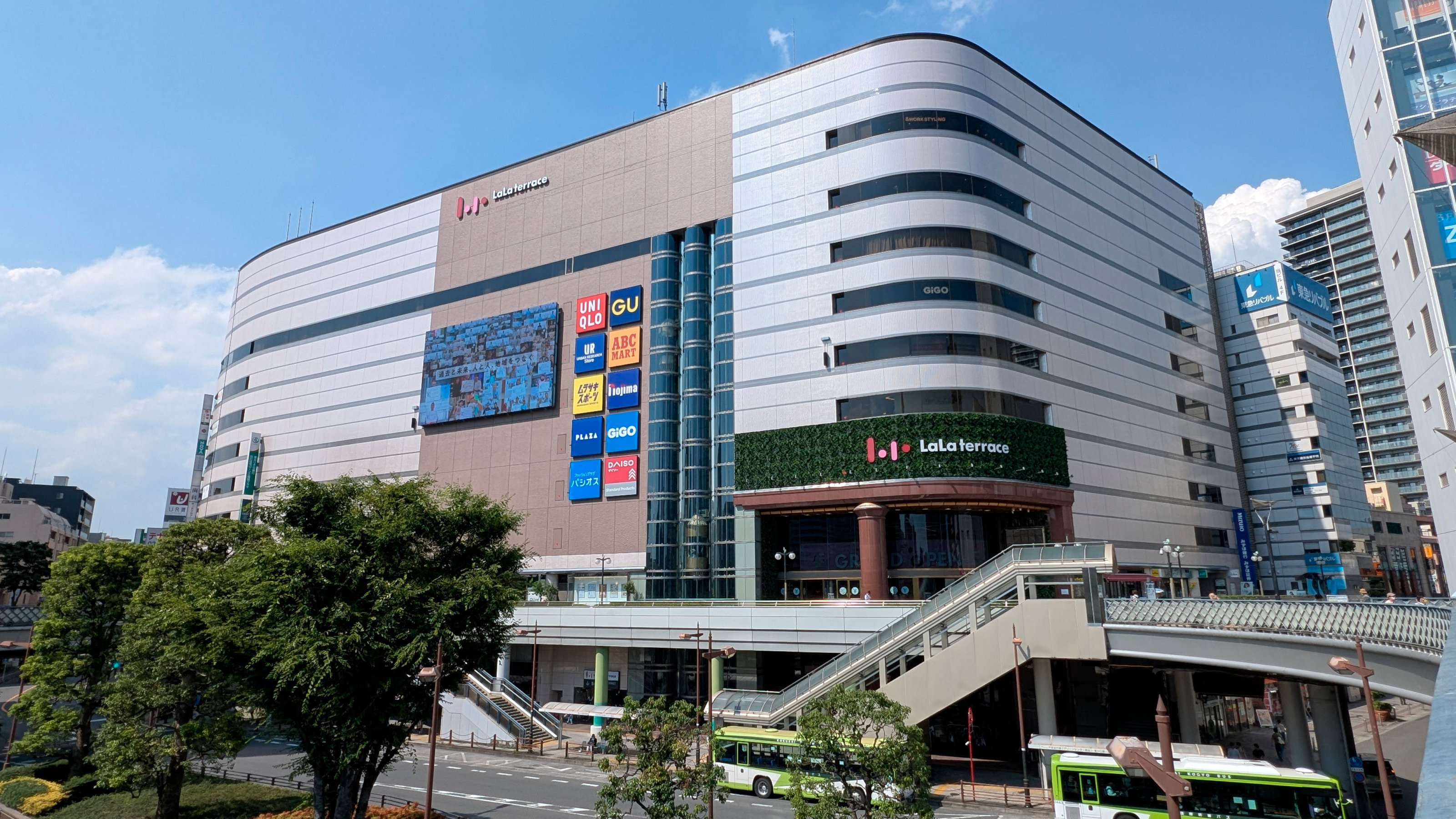
LaLa Terrace 川口

  - buffalo (汽車用品店)（日语：バッファロー (カー用品店)）
  - AirFish

市内大型商店如下。此外，發展自川口宿的「川口」位於本市西南部的川口站周邊，因此其他區域不常見到以「川口店」命名的商店。
- 川口站前、周邊（東口）
  - LaLa Terrace 川口（日语：ららテラス川口）
  - CUPO・LA（日语：キュポ・ラ）
  - Ripre（リプレ）
  - 1110川口（イート川口）
  - 川口CASTY（日语：キャスティ）

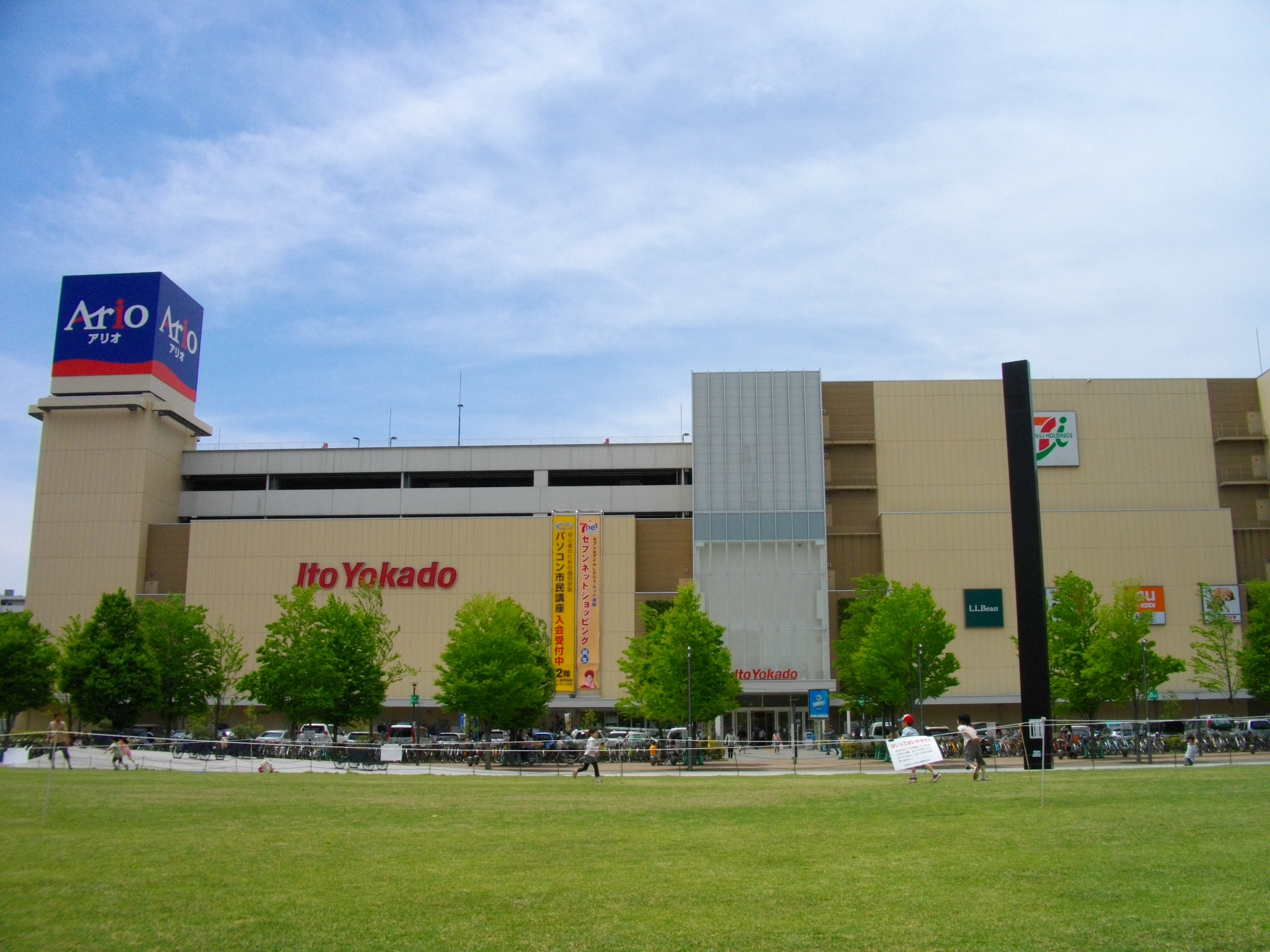
Ario川口

- - Ario川口（日语：アリオ川口）（主要租戶 - 伊藤洋華堂、MOVIX（日语：松竹マルチプレックスシアターズ）、須原屋（日语：須原屋）、HMV）
  - 業務スーパー川口店（日语：神戸物産）
  - THE PRICE川口店（日语：ザ・プライス）
  - 7 HOME CENTER川口店（日语：セブンホームセンター）
- 郊外
  - 永旺夢樂城川口（日语：イオンモール川口）（主要租戶 - 永旺、UNIQLO）
  - 永旺夢樂城川口前川（日语：イオンモール川口前川）（主要租戶 - 永旺、UNIQLO、GAP、Sports Authority（日语：スポーツオーソリティ）、野島電器（日语：ノジマ）、須原屋、無印良品）
  - Miel川口（日语：ミエルかわぐち）（主要租戶 - Yaoko（日语：ヤオコー）、山田電機、Alpen（日语：アルペン (企業)）、g.u.、西松屋（日语：西松屋））
  - LaLa garden川口（主要租戶 - YorkMart（日语：ヨークマート）、科樂美運動俱樂部（日语：コナミスポーツクラブ）、三越川口（小型商店）、UNIQLO、Akachan本舖（日语：赤ちゃん本舗））
  - 川口芝園購物商場

## 地域
川口市役所與川口站、川口元鄉站所在的中心商業區位於本市西南部。本區與東京都僅以荒川為界，往東京都通勤、通學的民眾眾多，車站周邊公寓大樓林立。以川口站前一帶的中央地區、川口站西側的橫曾根地區為中心，加上中央地區東側川口元鄉站所在的南平地區西部、中央地區北側市役所所在的青木地區南部，已形成廣大的市區。南平地區南部與西部河岸可見工廠與倉庫。
扣除南部以外的青木地區與橫曾根地區北部，及西北方的芝地區，是距離西川口站與蕨站最近的地區。西川口站西口為歡樂街。蕨站東口的芝地區與蕨市市區已連成一氣。芝地區有部分區域較靠近埼玉市南浦和站。本區地勢平坦，多已開發為住宅區與商店街。青木地區中北部有青木町公園總合運動場、川口Auto Race場、SKIP CITY、永旺夢樂城川口前川等大型設施。
東川口站所在的戶塚地區位於川口市最東北端，離西南部的中央地區最遠。昭和50年代隨著東川口站啟用開始開發。相對其他地區，戶塚地區的發展較為獨立，並與鄰近的埼玉市綠區與越谷市關係密切。東川口站東部周邊多坡道。本地北部的東川口站是武藏野線與埼玉高速鐵道線轉乘站，南端有戶塚安行站，交通便利。
戶塚地區西側的神根地區大部分位於大宮台地上，是市內綠地最多的區域，坡道也多。西部的柳崎、北園町、在家町等芝川西岸與埼玉市關係緊密。本區是都市化最低的一區，仍可見到農地。地區南部的新井宿站開業後，成為本地自武州鐵道廢線63年以來的唯一一座鐵路車站。本地有東北自動車道與東京外環自動車道通過，並設有川口系統交流道、川口停車區。重要設施有川口市立植物中心與川口市立醫療中心、永旺夢樂城川口。
戶塚地區南側的安行地區盛行盆栽栽培，並有川口綠化中心等相關設施。安行南方的新鄉地區位於市域東端，有許多來自中央地區周邊的鑄物工廠等工業設施，以及關東廣域AM廣播局的文化放送送信所。安行北部近戶塚安行站，但這兩區因沒有鐵路通過，巴士路線較為發達。除了往西方的川口站，也有東鄰的草加市來往密切，最近的車站有松原團地站與新田站、草加站。南部在日暮里-舍人線通車後，也可前往南鄰的東京都足立區見沼代親水公園站。
鳩谷地區是舊鳩谷市與川口市一部分區域所組成，被南平地區、青木地區、神根地區、新鄉地區、安行地區與東京都足立區包圍，地理上位於川口市中央。車站有埼玉高速鐵道鳩谷站與南鳩谷站。鳩谷地區北部也鄰近神根地區的新井宿站。

### 町名、大字名

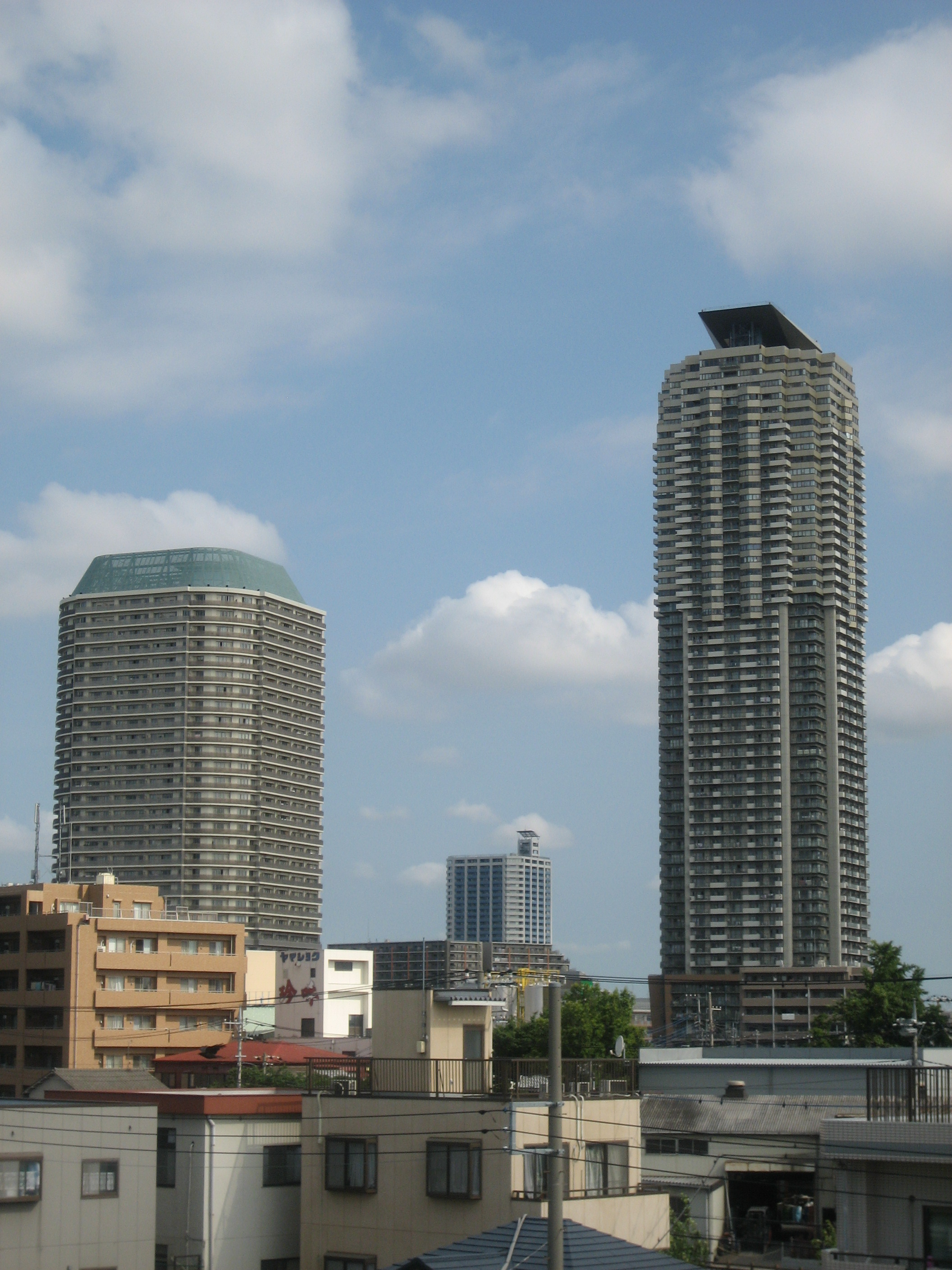
Elsa Tower55（右側）、Elsa Tower32（左側）

| - 中央地區 - 金山町 - 川口 - 幸町 - 榮町 - 舟戶町 - 本町 | - 橫曾根地區 - 荒川町 - 飯塚 - 飯原町 - 西川口 - 仲町 - 並木 - 並木元町 - 原町 - 綠町 - 南町 - 宮町 | - 青木地區 - 青木 - 上青木 - 上青木西 - 上青木町 - 中青木 - 西青木 - 前上町 - 前川 - 前川町 - 南前川 | - 南平地區 - 朝日 - 新井町 - 河原町 - 末廣 - 東領家 - 元鄉 - 彌平 - 領家 | - 新鄉地區 - 赤井 - 江戶 - 江戶袋 - 大竹 - 新堀 - 新堀町 - 榛松 - 蓮沼 - 東貝塚 - 東本鄉 - 本蓮 - 前野宿 - 峯 | - 神根地區 - 赤芝新田 - 赤山 - 新井宿 - 安行領在家 - 安行領根岸 - 石神 - 木曾呂 - 北園町（部分） - 源左衛門新田 - 神戶 - 在家町 - 西新井宿 - 東內野 - 道合 - 柳崎（一、四、五丁目各一部分） - 柳根町（部分） | - 芝地區 - 伊刈 - 北園町（一部） - 小谷場 - 芝 - 芝下 - 芝新町 - 芝園町 - 芝高木 - 芝塚原 - 芝中田 - 芝西 - 芝東町 - 芝樋之爪（芝樋ノ爪） - 芝富士 - 芝宮根町 - 柳崎（一、四、五各一部分與二、三丁目） - 柳根町（一部） | - 安行地區 - 安行 - 安行北谷 - 安行小山 - 安行慈林 - 安行出羽 - 安行西立野 - 安行 - 安行藤八 - 安行吉岡 - 安行吉藏 - 安行領家 | - 戶塚地區 - 北原台 - 久左衛門新田 - 行衛 - 差間 - 長藏新 - 長藏新田 - 藤兵衛新田 - 戶塚 - 戶塚境町 - 戶塚鋏町 - 戶塚東 - 戶塚南 - 西立野 - 東川口 | - 鳩谷地區 - 鳩谷本町 - 櫻町 - 坂下町 - 里 - 辻 - 三和（三ツ和） - 南鳩谷 - 前田 - 八幡木 - 鳩谷綠町 |

### 醫療
| - 川口市立醫療中心 - 附屬安行診療所、本町診療所 - 安東醫院 - 川口工業總合醫院 - 川口誠和醫院 - 協友會東川口醫院 - 健仁會益子醫院 - 高仁會川口醫院 - 厚生會埼玉厚生醫院 - 厚和會河合醫院 | - 埼玉縣濟生會川口總合醫院 - 埼玉協同醫院 - 壽康會醫院 - 誠朗會上野醫院 - 泰仁會佐藤產婦人科醫院 - 大成會武南醫院 - 千葉外科醫院 - 刀水會齊藤紀念醫院 - 西川口醫院 |

### 消防
- 川口市消防局（日语：川口市消防局）
  - 北消防署
  - 南消防署

### 警察
- 川口警察署（日语：川口警察署）（管轄川口市南部、西部）
- 武南警察署（日语：武南警察署）（管轄川口市東部）

### 教育
小學校

| - 川口市立青木北小學校 - 川口市立青木中央小學校 - 川口市立朝日東小學校 - 川口市立朝日西小學校 - 川口市立安行小學校 - 川口市立安行東小學校 - 川口市立飯塚小學校 - 川口市立飯仲小學校 - 川口市立上青木小學校 - 川口市立上青木南小學校 - 川口市立神根小學校 - 川口市立神根東小學校 - 川口市立木曾呂小學校 - 川口市立在家小學校 - 川口市立幸町小學校 - 川口市立差間小學校 | - 川口市立芝小學校 - 川口市立芝中央小學校 - 川口市立芝西小學校 - 川口市立芝樋之爪小學校 - 川口市立芝富士小學校 - 川口市立芝南小學校 - 川口市立慈林小學校 - 川口市立十二月田小學校 - 川口市立新鄉小學校 - 川口市立新鄉東小學校 - 川口市立新鄉南小學校 - 川口市立戶塚小學校 - 川口市立戶塚綾瀨小學校 - 川口市立戶塚北小學校 - 川口市立戶塚東小學校 | - 川口市立戶塚南小學校 - 川口市立仲町小學校 - 川口市立並木小學校 - 川口市立根岸小學校 - 川口市立原町小學校 - 川口市立東本鄉小學校 - 川口市立東領家小學校 - 川口市立舟戶小學校 - 川口市立本町小學校 - 川口市立前川小學校 - 川口市立前川東小學校 - 川口市立元鄉小學校 - 川口市立元鄉南小學校 - 川口市立柳崎小學校 - 川口市立領家小學校 | - 川口市立鳩谷小學校 - 川口市立中居小學校 - 川口市立辻小學校 - 川口市立里小學校 - 川口市立櫻町小學校 - 川口市立南鳩谷小學校 |

中學校

| - 川口市立青木中學校 - 川口市立安行中學校 - 川口市立安行東中學校 - 川口市立上青木中學校 - 川口市立神根中學校 - 川口市立岸川中學校 - 川口市立北中學校 - 川口市立小谷場中學校 | - 川口市立在家中學校 - 川口市立幸並中學校 - 川口市立芝中學校 - 川口市立芝西中學校 - 川口市立芝東中學校 - 川口市立十二月田中學校 - 川口市立戶塚中學校 - 川口市立戶塚西中學校 | - 川口市立仲町中學校 - 川口市立西中學校 - 川口市立榛松中學校 - 川口市立東中學校 - 川口市立南中學校 - 川口市立元鄉中學校 - 川口市立領家中學校 - 川口市立鳩谷中學校 | - 川口市立八幡木中學校 - 川口市立里中學校 |

高等學校
- 埼玉縣立川口高等學校
- 埼玉縣立川口北高等學校
- 埼玉縣立川口工業高等學校
- 埼玉縣立川口青陵高等學校
- 埼玉縣立川口東高等學校
- 埼玉縣立鳩谷高等學校
- 川口市立川口高等學校
- 川口市立川口總合高等學校
- 川口市立縣陽高等學校

大學
- 埼玉學園大學

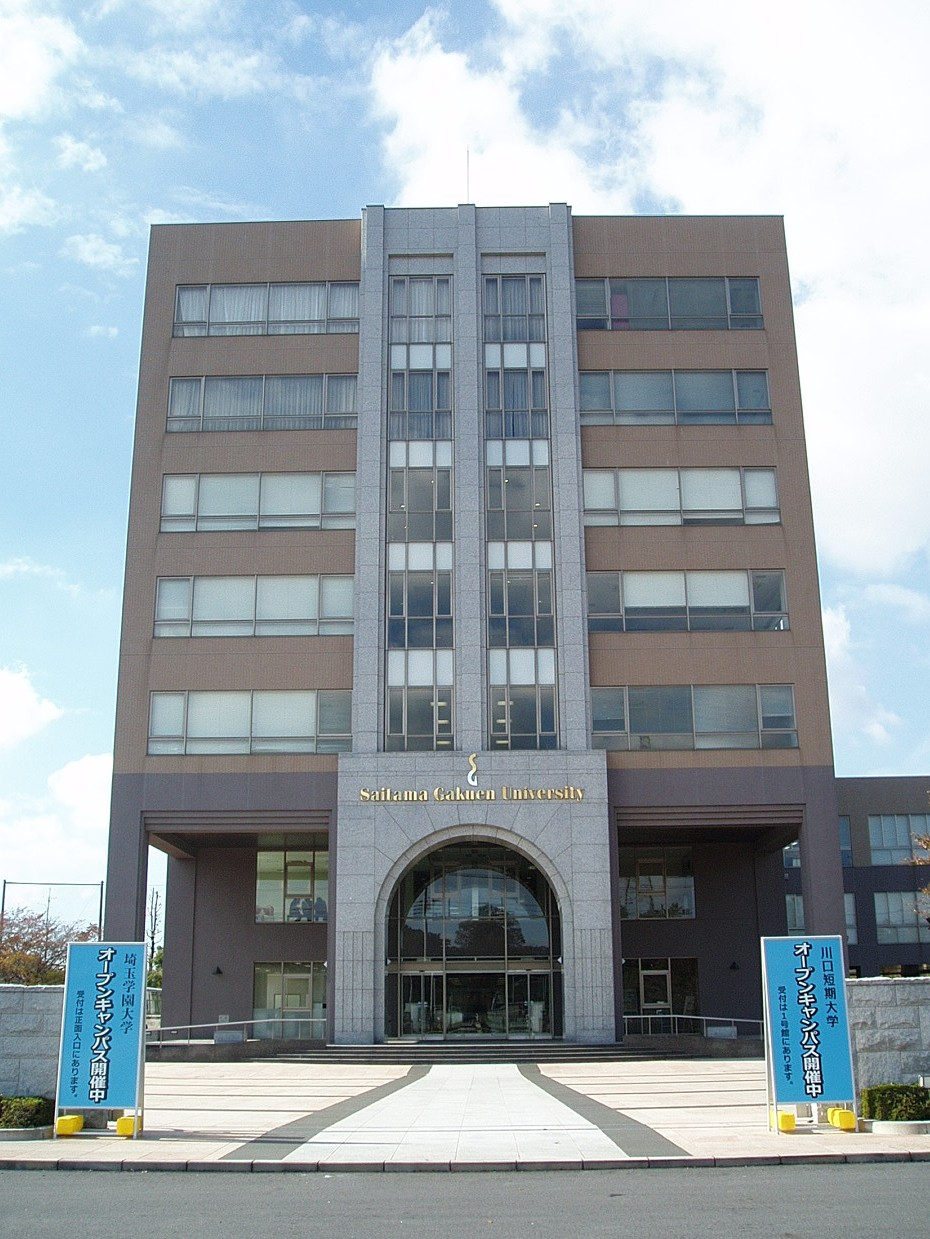
埼玉學園大學

- 物作大學物作研究情報中心川口衛星辦公室（上青木）

短期大學
- 川口短期大學

專門學校
- 早稻田大學川口藝術學校

特別支援學校
- 埼玉縣立川口特別支援學校

### 車牌號碼
本市車牌號碼為川口號碼（埼玉運輸支局）。

### 郵政
- 川口郵便局（〒332）管轄川口市南部
- 川口北郵便局（〒333）管轄川口市北部
- 鳩谷郵便局（〒334）管轄舊鳩谷市

## 交通

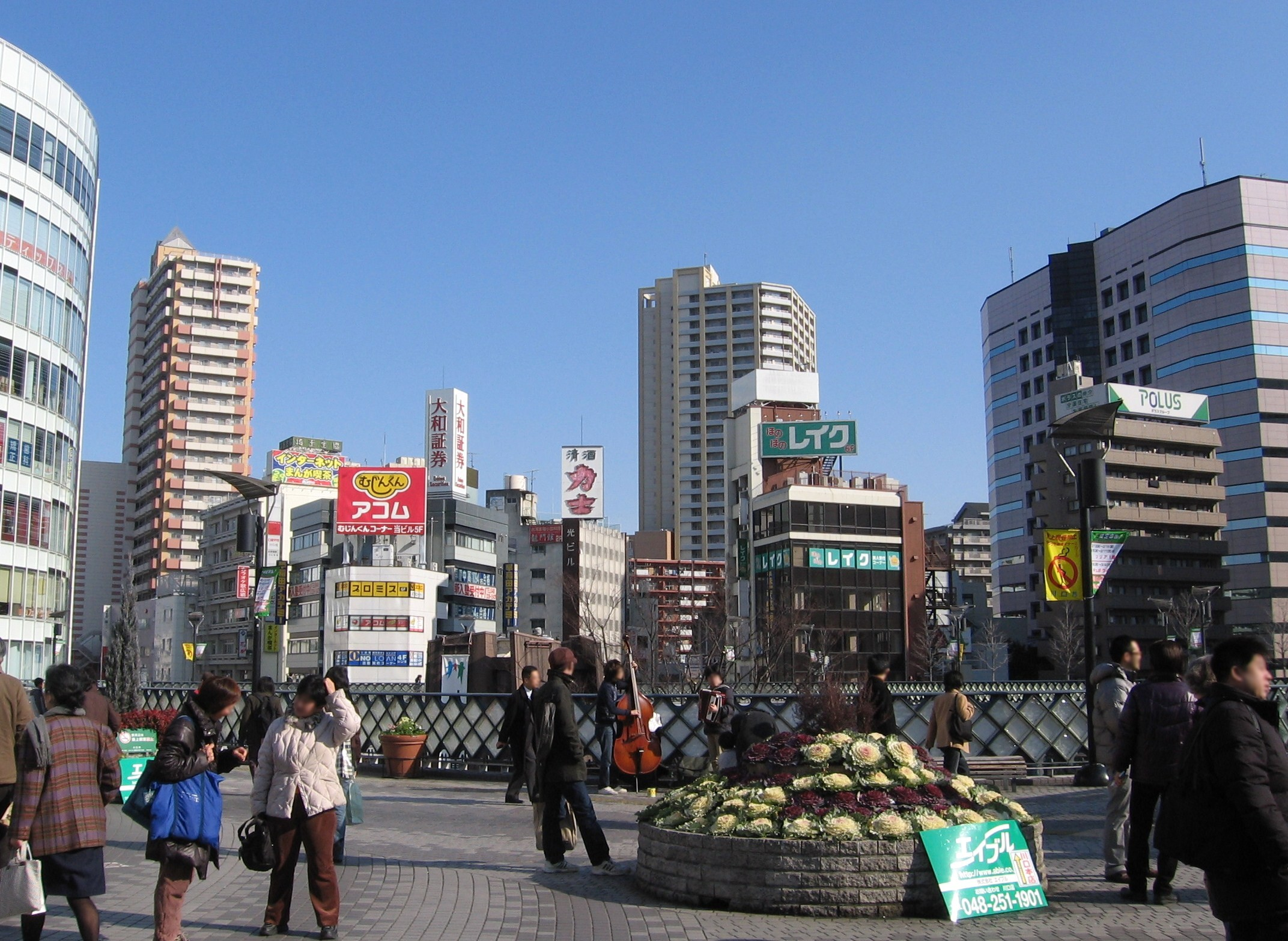
川口站東口南側

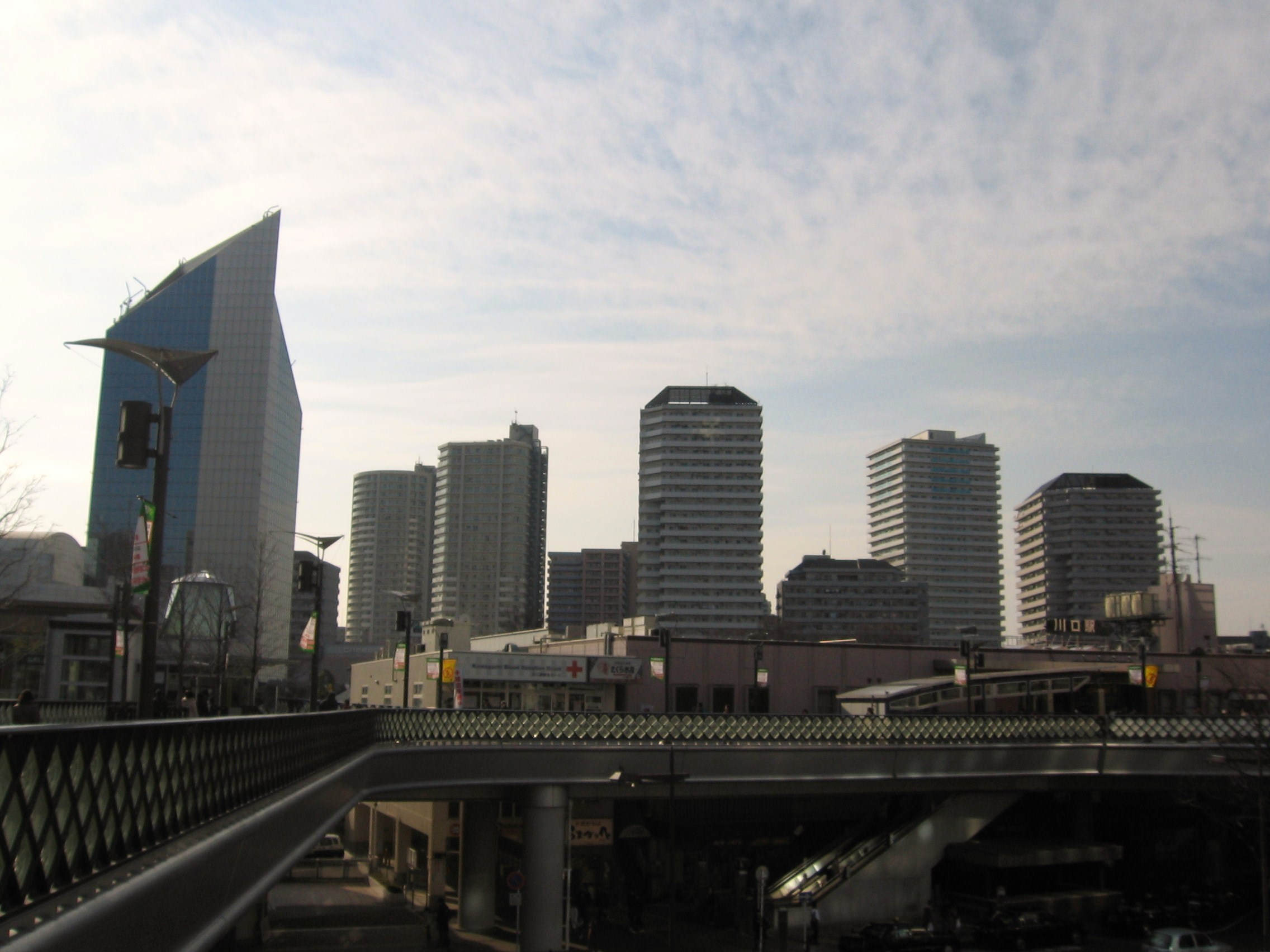
川口站西口正面

JR京濱東北線通過本市西部，JR武藏野線穿越本市北部，市域中央有埼玉高速鐵道線南北貫穿。本市周邊還有赤羽站、赤羽岩淵站、蕨站、南浦和站、東浦和站、獨協大學前站、新田站、草加站可利用。日暮里-舍人線通車後，東部地區可利用見沼代親水公園站。
JR鐵道路線多在市域外周，市內仍有部分鐵道空白地帶，因此發展出完善的路線巴士網。
主要道路有市域中央的國道122號、東部的首都高速川口線與北部的東京外環自動車道（高架下為國道298號）在川口系統交流道與東北自動車道交會。前往東京都北區的主要幹道僅有國道122號，終日堵塞。

### 鐵路
東日本旅客鐵道
- 京濱東北線：川口站 - 西川口站
- 武藏野線：東川口站

埼玉高速鐵道
- 埼玉高速鐵道線：川口元鄉站 - 南鳩谷站 - 鳩谷站 - 新井宿站 - 戶塚安行站 - 東川口站（直通東京地下鐵南北線）

東北本線（宇都宮線）、高崎線、湘南新宿線在市內與京濱東北線並行，但未停靠任一車站。
此外，在所有人口超過50萬的都市中，本市是唯一沒有付費優等列車停靠的都市。

### 路線巴士
- 一般路線巴士
  - 國際興業巴士（日语：国際興業バス）（全域）、東武巴士中央（日语：東武バスセントラル）（部分）
- 社區巴士
  - 川口社區巴士（日语：みんななかまバス）

### 計程車
計程車營業區域與埼玉市、鴻巢市、上尾市、戶田市等屬縣南中央交通圈。

### 道路

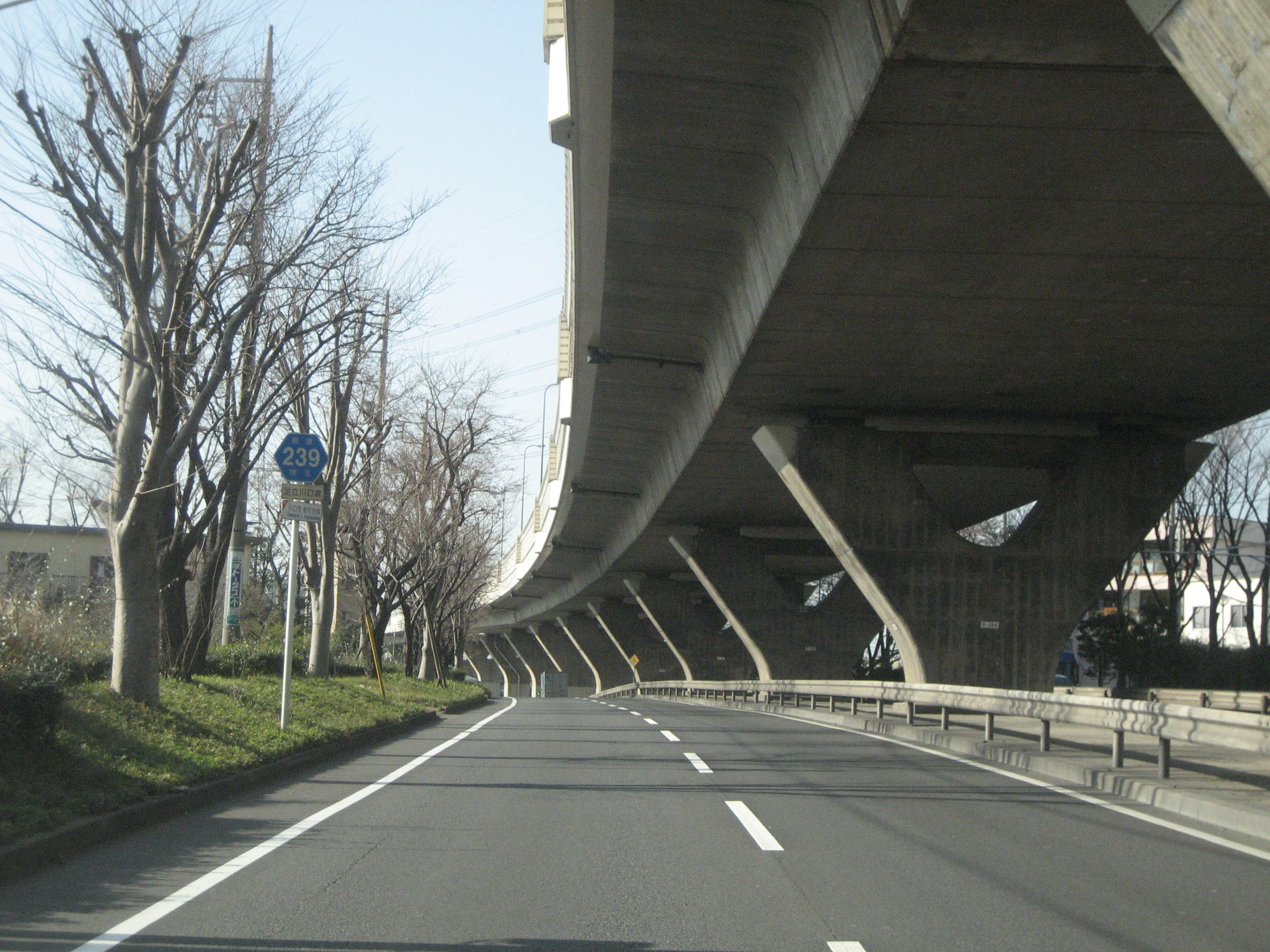
埼玉縣道239號

高速自動車國道
- 東京外環自動車道
  - 外環浦和交流道（所在地為川口市芝富士）
  - 川口西交流道
  - 川口中央交流道
  - 川口系統交流道
  - 川口東交流道
- 東北自動車道
  - 川口系統交流道

都市高速道路
- 首都高速川口線
  - 川口系統交流道
  - 新井宿出入口
  - 安行出入口
  - 新鄉出入口
  - 東領家出口

川口系統交流道未連結一般道路。
一般國道
- 國道122號（通稱：One Two Two。埼玉縣管理）
- 國道298號（日语：国道298号）（東京外郭環狀道路。國土交通省直轄）

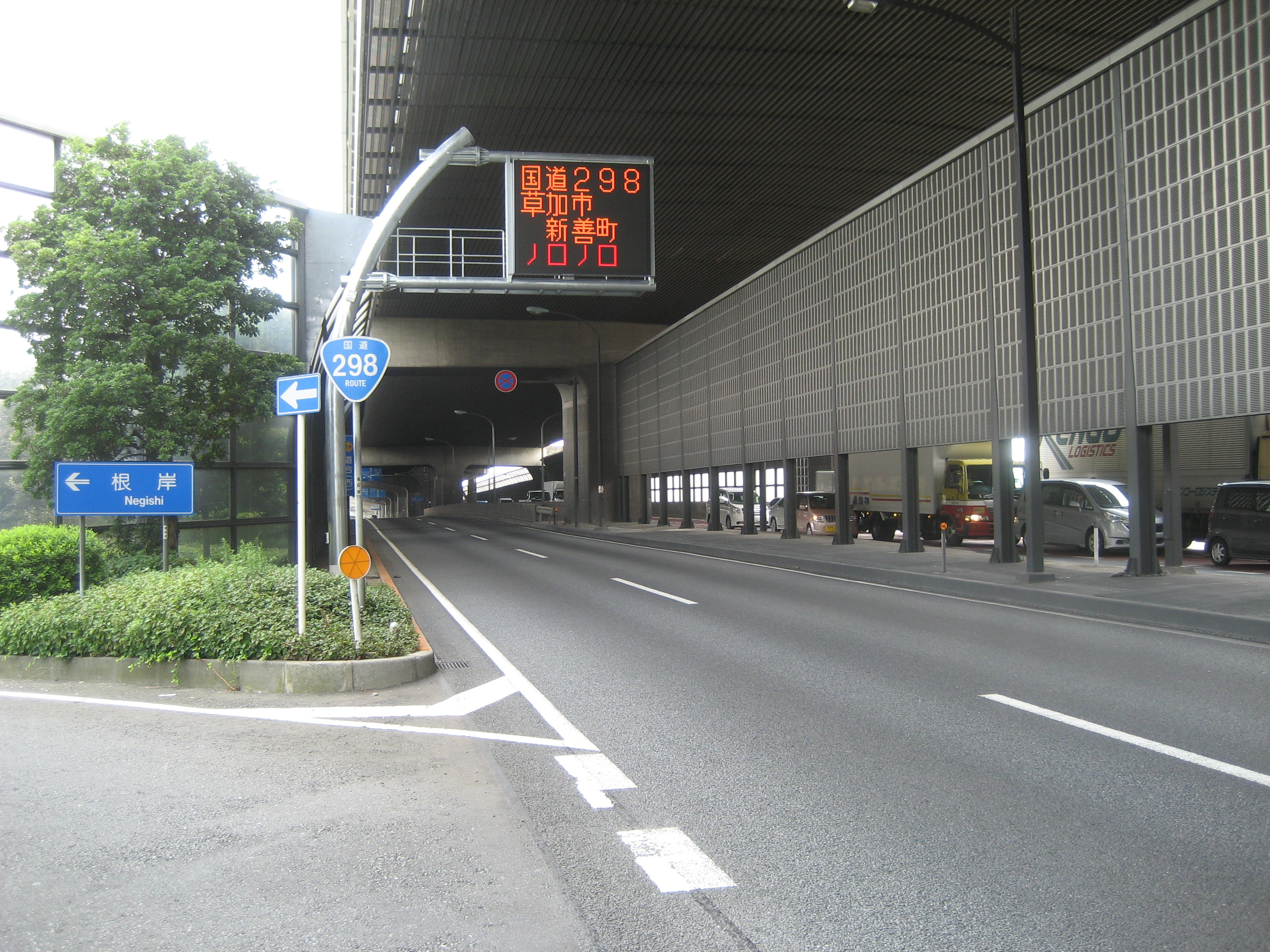
國道298號線

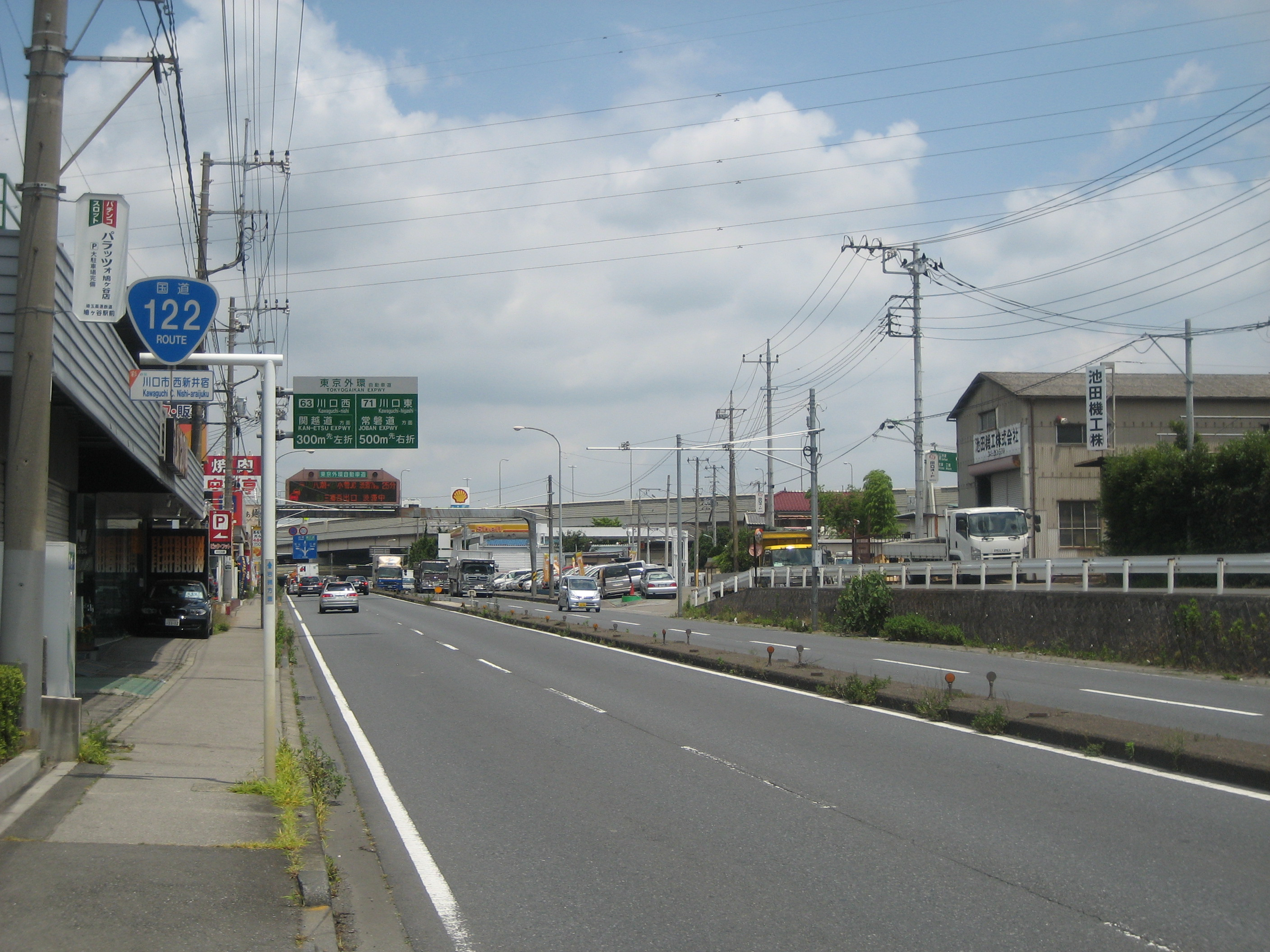
國道122號線

縣道
- 主要地方道
  - 埼玉縣道1號埼玉川口線（日语：埼玉県道1号さいたま川口線）
  - 埼玉縣道34號埼玉草加線（日语：埼玉県道34号さいたま草加線）
  - 埼玉縣道35號川口上尾線（日语：埼玉県道35号川口上尾線）
  - 埼玉縣道58號台東川口線（日语：東京都道・埼玉県道58号台東川口線）
  - 埼玉縣道68號練馬川口線（日语：東京都道・埼玉県道68号練馬川口線）（奧林匹克道路）
  - 埼玉縣道89號川口停車場線（日语：埼玉県道89号川口停車場線）

- 一般縣道
  - 埼玉縣道103號吉場安行東京線（日语：埼玉県道・東京都道103号吉場安行東京線）
  - 埼玉縣道104號川口草加線（日语：埼玉県道・東京都道104号川口草加線）
  - 埼玉縣道105號埼玉鳩谷線（日语：埼玉県道105号さいたま鳩ヶ谷線）
  - 埼玉縣道106號東京鳩谷線（日语：東京都道・埼玉県道106号東京鳩ヶ谷線）
  - 埼玉縣道107號東京川口線（日语：東京都道・埼玉県道107号東京川口線）
  - 埼玉縣道110號川口蕨線（日语：埼玉県道110号川口蕨線）
  - 埼玉縣道111號蕨櫻町線（日语：埼玉県道111号蕨桜町線）
  - 埼玉縣道161號越谷川口線（日语：埼玉県道161号越谷川口線）
  - 埼玉縣道235號大間木蕨線（日语：埼玉県道235号大間木蕨線）
  - 埼玉縣道239號足立川口線（日语：東京都道・埼玉県道239号足立川口線）
  - 埼玉縣道255號足立埼玉自行車道線（日语：東京都道・埼玉県道255号足立さいたま自転車道線）
  - 埼玉縣道328號金明町鳩谷線（日语：埼玉県道328号金明町鳩ヶ谷線）
  - 埼玉縣道332號根岸本町線（日语：埼玉県道332号根岸本町線）

## 觀光

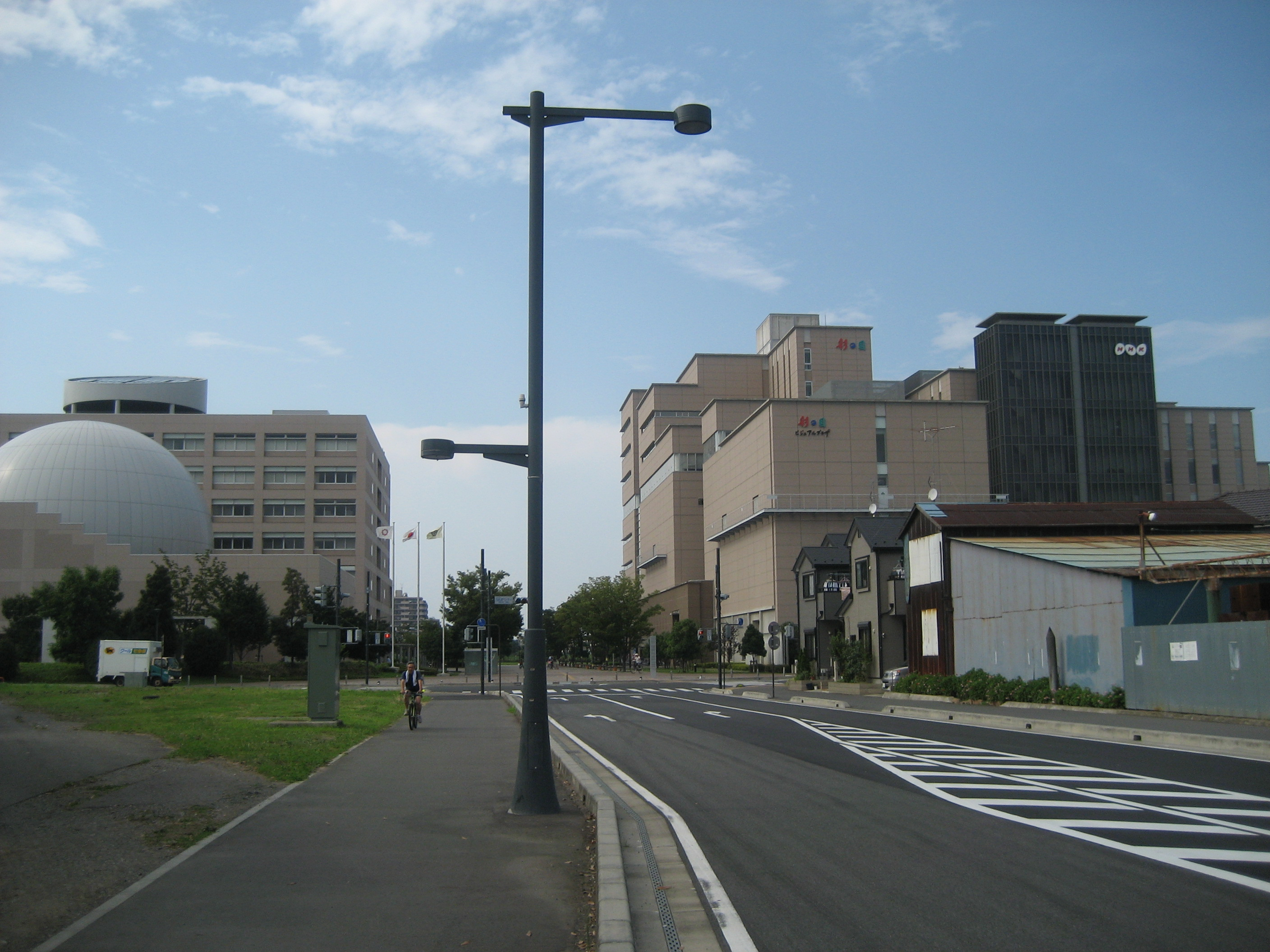
SKIP CITY

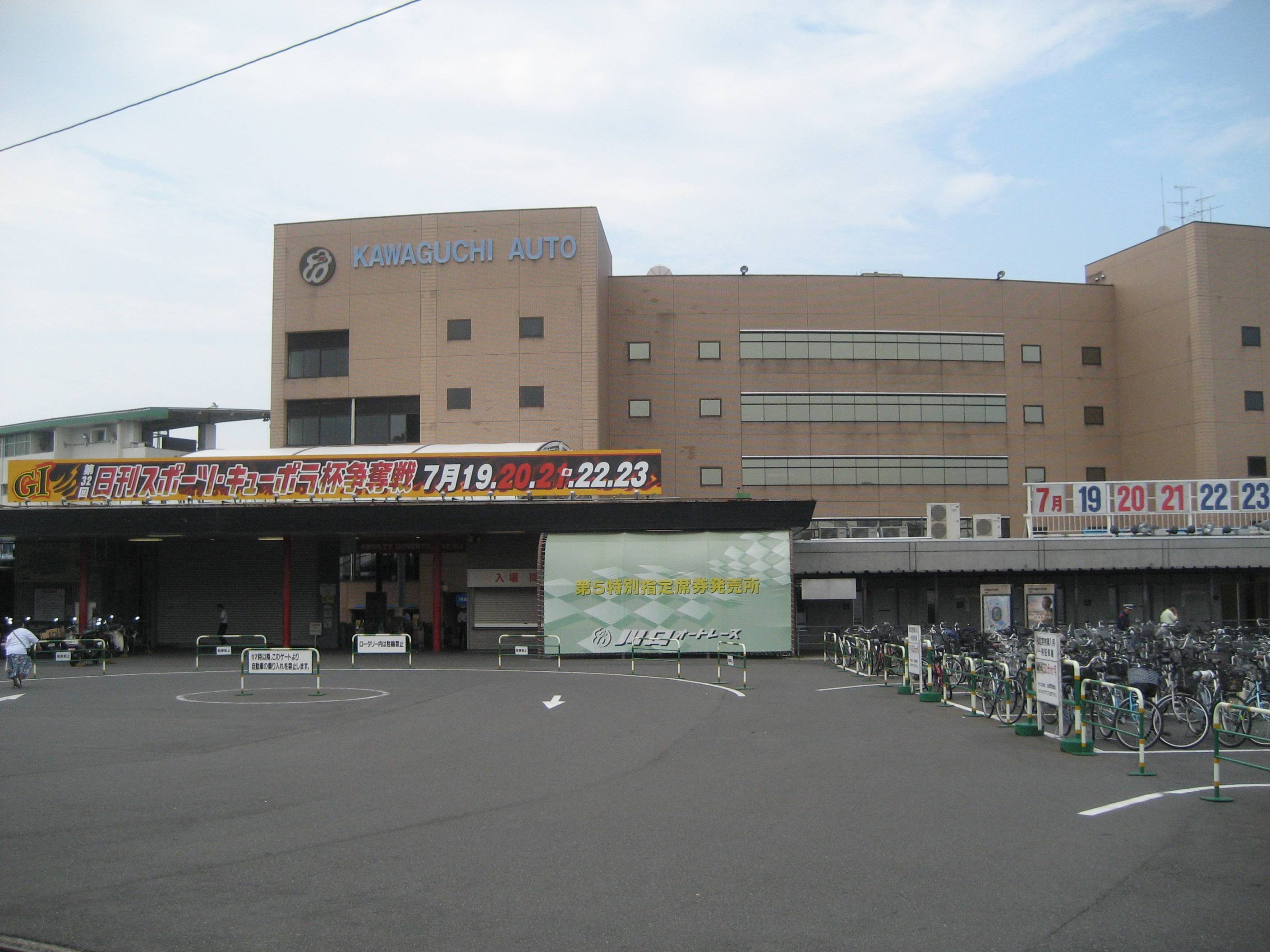
川口Auto Race場

- 主要設施
  - 川口市立植物中心（日语：川口市立グリーンセンター）
  - 道之驛川口·安行（日语：道の駅川口・あんぎょう） 樹里安（じゅりあん）
  - SKIP CITY（NHK檔案館 (建築)、川口市立科學館（日语：川口市立科学館））
  - 川口總合文化中心（日语：川口総合文化センター）LILIA（リリア）
  - Elsa Tower 55（日语：エルザタワー55） - 大京建設的高層公寓。
  - 川口Auto Race場（日语：川口オートレース場）
- 名勝、古蹟
  - 元鄉冰川神社（日语：元郷氷川神社）
  - 赤山陣屋跡
- 祭典、活動
  - 踏鞴祭（日语：たたら祭り）
  - 酉之市（おかめ市）（日语：川口神社 (川口市)）
  - 七夕祭
  - KIRARI川口美食（きらり川口グルメ）
    - 川口B級美食大會
    - 世界美食大會

  - 日光御成道祭 - 2012年起每年秋季舉行。
- 名產
  - 鑄物
  - 安行（日语：安行村）植木
  - 和竿
  - 十勝甘納豆、黑豆
  - 太郎燒

## 知名人士
- 新藤義孝（眾議院議員）
- 蜷川幸雄（演出家）
- 齋藤雅樹（前讀賣巨人投手）
- 石井義人（讀賣巨人內野手）
- 平野將光（埼玉西武獅投手）
- 土肥義弘（前埼玉西武獅、橫濱灣星投手，前鳩谷市親善大使）
- 星野源（演員、音樂家、文筆家）
- 村田千宏（童星）
- Shinji（SID）
- universe（樂團）
- CHARA（音樂人）
- 千葉千惠巳（聲優）

## 體育隊伍
- Aventura川口（日语：アヴェントゥーラ川口） - 埼玉縣聯盟1部所屬的市民俱樂部。

## 備註
1. ↑  .   [2018-07-06]. （原始内容存档于2021-05-15）.
2. ↑  巣内尚子. . 日本ビジネスプレス. 2014-02-03  [2014-02-30]. （原始内容存档于2020-04-25）.

## 外部連結
- 川口市 （页面存档备份，存于）